# Tectarchus huttoni
Tectarchus huttoni är en insektsart som först beskrevs av Brunner von Wattenwyl 1907.  Tectarchus huttoni ingår i släktet Tectarchus och familjen Diapheromeridae. Inga underarter finns listade i Catalogue of Life.